# 比罗斯
比罗斯（法語：Buros，法語發音：[byʁɔs]）是法国大西洋比利牛斯省的一个市镇，属于波城区。

## 地理
比罗斯（43°21'9"N, 0°18'34"W）面积13.81 平方千米，位于法国新阿基坦大区大西洋比利牛斯省，该省份为法国东南部省份，涵盖了贝阿恩与北巴斯克，西临大西洋比斯開灣，北至朗德省，东北接热尔省，东临上比利牛斯省，南与西班牙接壤。
与比罗斯接壤的市镇（或旧市镇、城区）包括：波城、莫科尔、蒙塔尔东、莫尔拉斯、圣卡斯坦。

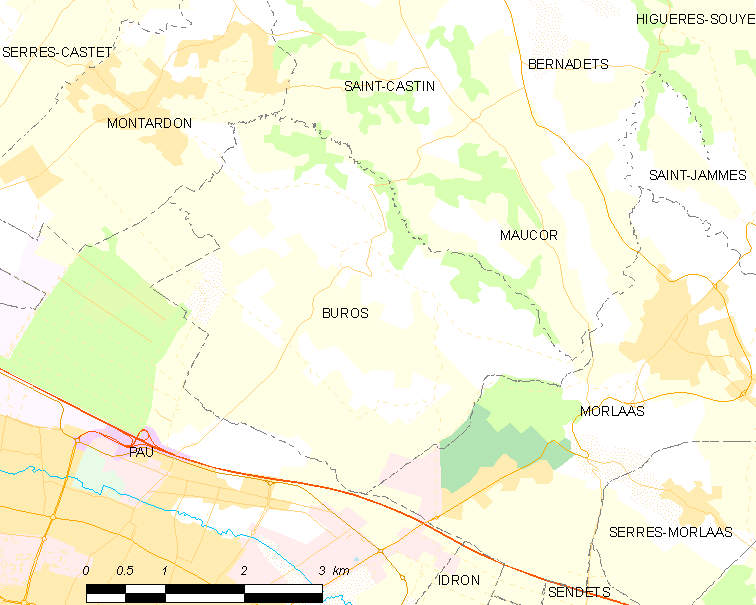
比罗斯的OSM定位图

比罗斯的时区为UTC+01:00、UTC+02:00（夏令时）。

## 行政
比罗斯的邮政编码为64160，INSEE市镇编码为64152。

## 政治
比罗斯所属的省级选区为莫尔拉斯与蒙塔内雷斯地区县。

## 人口

1962-2008年间比罗斯人口变化图示

比罗斯于2022年1月1日时的人口数量为1988人。